# The Pussycat Princess
The Pussycat Princess est une série de bande dessinée animalière américaine créée par la dessinatrice Grace Drayton et le scénariste Ed Anthony, d'après un livre jeunesse écrit par ce dernier en 1922. Elle a été diffusée dans la presse sous forme de planche dominicale par King Features Syndicate du 10 mars 1935 au 13 juillet 1947. Dayton a été remplacée après son décès en janvier 1936 par l'illustratrice jeunesse Ruth Carroll (en). La série a été publiée au Québec en 1937 sous le nom La Reine de Chatonie et en 1946 sous le nom La Princesse Félina.
La série se déroule dans le royaume imaginaire de Tabbyland, dont les habitants sont tous des félins anthropomorphes. La fille du roi, The Pussycat Princess, vole au secours des sujets de son père confrontés à des problèmes, tandis que le Sergent Snoop veille au maintien de l'ordre.
The Pussycat Princess est selon Patrick Gaumer « l'une des trop rares séries féériques de la bande dessinée américaine. »